# 渡瀬りえ
渡瀬 りえ（わたせ りえ、1976年1月1日 - ）は、日本のAV女優。身長:154cm。スリーサイズ:B87(D-75)・W63・H86。

## 略歴・人物
2005年にデビューした熟女系のAV女優である。
現在は引退している。

## 出演作品

### アダルトビデオ
2005年
- 美熟女 2（2月17日、ディープス）
- 素人マダムズ [LEVEL A] 其の二十（3月11日、アリスJAPAN）
- 熟女ルームサービス（3月12日、センタービレッジ）
- セレブ 中出し（3月16日、イエローダック）
- 独占!人の妻ワイドスペシャル 何もかも忘れたいのッお願い突いてー!! 愛に生き人生に涙する人妻たち （4月30日、アテナ映像）
- 熟女の妖しい指遣い （7月12日、葵）
- 万引き!! 捕まる人妻 4（9月8日、中嶋興業）
- 人妻痴悦旅行（12月10日、グローリークエスト）

2006年
- 行商の薬売りに乱れる人妻 股ぼくろ（1月20日、ホットエンターテイメント）
- 人妻鑑賞サークル（3月13日、溜池ゴロー）
- お洒落な街角娘にファッションチェックと証して伝説の番組、クイズタイム小○生を超過激にやってもらいました!! 2（3月13日、はじめ企画）
- 街角シリーズ 彼女なら!彼氏のち●ぽ当ててみろ!! 4（3月13日、はじめ企画）
- 隣のエロえろ奥様ナマ撮り（4月20日、タカラ映像）
- 素人人妻ナンパ10 〜USAコール連発!大宮にいたUSA級巨乳妻〜（4月25日、マドンナ）
- 人妻達の性春 アナル開発調教経験（5月19日、タイガーマイスターズ）
- 人妻恋人 #01（7月14日、ゴーゴーズ）

2007年
- なまハメ生中出し 完全人妻4時間（1月19日、エクストリージョン）
- 溜池ゴロー 人の妻（7月4日、ミル）